# Квирикети
Квирикети (груз. კვირიკეთი) — село в Грузии, на территории Озургетского муниципалитета края (мхаре) Гурия.

## География
Село находится в западной части Грузии, на правом берегу реки Бжуджи, на расстоянии приблизительно 1,5 километра к востоко-юго-востоку от города Озургети, административного центра муниципалитета. Абсолютная высота — 98 метров над уровнем моря.

## Население
По результатам официальной переписи населения 2014 года, в Квирикети проживало 284 человека (125 мужчин и 159 женщин). В национальной структуре населения грузины составляли 98,6 %, осетины — 0,35 %, русские — 0,35 %, украинцы — 0,35 %.
| Год  | Население, человек |
| ---- | ------------------ |
| 2002 | 348                |
| 2014 | ↘ 284              |